# Грюнвальд, Карл
Карл Грюнвальд (нем. Karl Grünwald; 1899—1964, Австрия) — австрийский коллекционер картин, обладатель крупнейшей коллекции импрессионистов.

## Биография
В 1938, когда Австрию захватили нацисты, Карл Грюнвальд уехал во Францию и рискнул вывезти 50 наиболее ценных полотен своей коллекции. Нацисты успели арестовать их на складе в Страсбурге и пустили с аукциона в 1942 году. После войны Карл и его сын Фредерик Грюнвальд пытались найти рассеянные по миру картины, кое-что удалось выкупить, кое-что отсудить у музеев.
Картина «Увядшие подсолнухи» Эгона Шиле (написана в 1914) была продана автором в 1917, в Вене, коллекционеру. Страстный поклонник творчества Шиле, Карл Грюнвальд купил картину, которая, исчезнув, лишь в 2005 году вернулась потомкам коллекционера.

## История найденной картины
Один состоятельный француз обратился к экспертам Christie’s Андреасу Рамблеру и Тому Зейду c просьбой осмотреть имеющиеся у него картины. Эксперты, зная, что хозяин картин не коллекционер, не могли даже представить, что там могут быть подлинники шедевров. «Мы бросили один взгляд на картину и повернулись друг к другу потрясенные. Мы стояли у шедевра Шиле. Это был редчайший момент волшебства.» — рассказывали потрясенные увиденным эксперты аукциона.
Когда французу рассказали историю картины, он дал согласие вернуть шедевр потомкам владельца. Впоследствии наследники Карла Грюнвальда выставили картину на торги в июне 2006 года. Она была продана за 21,7 млн долларов.